# Ali Yachkaschi
Ali Yachkaschi (persisch علی یخکشی; englisch Ali Yakhkeshi; * 30. April 1939 in Behschahr, Iran; † 1. Mai 2025) war ein iranischer Professor der Umweltwissenschaften, Umweltaktivist und Autor. Nach dem Abitur verließ er Iran, um an der Georg-August-Universität Göttingen in Deutschland zu studieren. Schließlich erwarb er einen Bachelor of Science, einen Master of Science sowie einen Doktorabschluss im Management natürlicher Ressourcen/Umweltpolitik an jener Universität.
In Iran war er aufgrund seiner außerordentlichen Bemühungen und Errungenschaften, die Aufmerksamkeit des Landes auf Umweltschutz zu richten – inklusive der Mitgründung eines eigenständigen Forschungsfeldes der Umweltwissenschaften an der Universität Teheran im Jahre 1974 – als der „Vater der Umweltwissenschaften in Iran“ schlechthin bekannt. Im Laufe seines Werdegangs an den Universitäten von Teheran und Mazandaran initiierte und führte er Vielzahl von Austauschprogrammen zwischen iranischen und deutschen Forst- und Umweltinstituten durch und trug damit zur Verbesserung des gegenseitigen kulturellen und wissenschaftlichen Verständnisses bei.

## Leben
Ali Yachkaschi wurde im Dorf Yachkasch geboren, einem Bergdorf, das in den waldreichen Gebieten im Süden von Behschahr, der Provinz Mazandaran, in Nordiran liegt. Nach Abschluss der Grund- und weiterführenden Schule und dem Abitur in Behshahr, brach er nach Deutschland auf, um seine Ausbildung an der Georg-August-Universität in Göttingen fortzuführen. Bis zu seiner Rückkehr nach Iran im Jahre 1967 trug er zur Mitbegründung des eigenständigen Forschungsfeldes der Umweltwissenschaften und jener Fakultät an der Universität in Teheran bei.
Sein Tun und Werk wurde mit zahlreichen Preisen belohnt und seine Leistungen in Erziehung und Forschung in Umweltwissenschaften wurden mehrmals anerkannt.
Yachkaschi erhielt zahlreiche Auszeichnungen, zum Beispiel im Jahr 2000 als Stammprofessor der Universität Mazandaran (2001), den nationalen Umweltpreis (2002) und die goldene Statue der iranischen Assoziation der Umweltforscher/-wissenschaftler im Jahr 2004.

## Erfahrungen und Ehrungen
- Habilitation im Forschungszweig der Management natürlicher Ressourcen/Umweltpolitik an der Georg-August-Universität in Göttingen im Jahr 1974
- Akademisches Mitglied der Universität Teheran, Iran von 1968 bis 1980
- Akademisches Mitglied der Universität in Göttingen, Deutschland von 1980 bis 2000
- Forschungszweig-Sprecher der Georg-August-Universität in Göttingen, Deutschland
- Repräsentant der asiatisch-afrikanischen Länder und Mitglied der Direktorenschaft der Internationalen Union der Waldforschungseinrichtung IUFRO
- Mitglied der Direktorenschaft der globalen Gesellschaft asiatisch-afrikanischer Forscher
- Gründung der deutsch-iranischen Kulturstiftung
- Akademisches Mitglied der Universität Mazandaran, Iran von 2000 bis 2010
- Gutachter des Forschungs- und Erziehungs-Abgeordneten des Nationaldepartements für Umwelt in Iran von 2003 bis heute
- Nationaler Umweltpreis Iran
- Goldenen Statue für Umweltforschung Iran
- Auserwählter, anerkannter Professor in Iran
- Preisgekrönt als einer der 30 größten iranischen Umweltforscher
- Management und Koordination von über 10 nationalen und internationalen Forschungsprojekten
- Autor von Fachbüchern über Umweltpolitik und Management auf Persisch, Deutsch, Englisch und Türkisch
- Über 90 veröffentlichte Fachartikel auf Persisch, Deutsch, Englisch, Französisch und Türkisch[5]
- Initiative für das Pflanzen von mehr als 60 ha Wald in Iran
- Beitrag zur globalen Waldbesitzreform der FAO[6]
- Beitrag in der Kartierung des Urmia-Sees im Nationalpark
- Betreuung von Studenten im Bereich der Master- und Doktorarbeit an den Universitäten Göttingen(Deutschland), Mazandaran, Teheran, Tarbiatmodares, Gorgan in Iran und Armenien.